# حق تقرير المصير للسكان الأصليين
حقوق أراضي السكان الأصليين هي حقوق الشعوب الأصلية في الأرض والموارد الطبيعية فيها، سواء بشكل فردي أو جماعي، وأغلبيتها في البلدان التي لا زالت امستعمرة. تعتبر الحقوق المتعلقة بالأراضي والموارد ذات أهمية أساسية للشعوب الأصلية لمجموعة من الأسباب، بما في ذلك: الأهمية الدينية للأرض، وحق تقرير المصير كونه من القواعد الآمرة والتي لا يجوز مخالفتها، والهوية، والعوامل الاقتصادية. تعتبر الأرض من الأصول الاقتصادية الرئيسية، وفي بعض مجتمعات السكان الأصليين، يشكل استخدام الموارد الطبيعية من الأرض والبحر أساس اقتصاد الأسرة، وبالتالي فإن الطلب على الملكية ينبع من الحاجة إلى ضمان وصولهم إلى هذه الموارد. يمكن أن تكون الأرض أيضًا أداة مهمة للميراث أو رمزًا للوضع الاجتماعي. في العديد من مجتمعات السكان الأصليين، كما هو الحال بين العديد من السكان الأصليين الأستراليين، تعد الأرض جزءًا أساسيًا من نظمهم الروحية والمعتقدات.
تمت معالجة مطالبات الأراضي الخاصة بالسكان الأصليين بدرجات متفاوتة من النجاح على المستويين الوطني والدولي منذ بداية الاستعمار . قد تستند هذه الادعاءات إلى مبادئ القانون الدولي أو المعاهدات أو القانون العام أو الدساتير أو التشريعات المحلية. يُعد حق ملكية السكان الأصليين (المعروف أيضًا باسم حق السكان الأصليين والملكية الأصلية ومصطلحات أخرى) أحد مبادئ القانون العام القائل بأن حقوق الأرض للشعوب الأصلية في الحيازة العرفية تستمر بعد تولي السيادة في ظل الاستعمار الاستيطاني الاحلالي، علما بأن اتفاقية جنيف الرابعة قد حظرت نقل سكان دولة الاحتلال المدنيين إلى الأراضي التي احتلتها. لا يزال الاعتراف والحماية القانونيان لحقوق السكان الأصليين والمجتمعات في الأراضي يمثلان تحديًا كبيرًا، مع وجود فجوة بين الأراضي المعترف بها رسميًا والأراضي المملوكة والمُدارة تقليديًا والتي تعد مصدرًا مهمًا للتخلف والنزاع والتدهور البيئي.
تشمل الوثائق التأسيسية لحقوق السكان الأصليين في الأراضي في القانون الدولي اتفاقية الشعوب الأصلية والقبلية، 1989 (" منظمة العمل الدولية 169 ")، وإعلان الأمم المتحدة بشأن حقوق الشعوب الأصلية، واتفاقية القضاء على جميع أشكال التمييز العنصري، واتفاقية القضاء على جميع أشكال التمييز العنصري. العهد الدولي الخاص بالحقوق المدنية والسياسية، والاتفاقية الأمريكية لحقوق الإنسان، والإعلان الأمريكي بشأن حقوق الشعوب الأصلية.

## القانون العام
عنوان السكان الأصليين، المعروف أيضًا باسم الملكية الأصلية (أستراليا)، والمسمى العرفي (نيوزيلندا)، والعنوان الهندي الأصلي (الولايات المتحدة)، هو مبدأ القانون العام القائل بأن حقوق الأرض للشعوب الأصلية في الحيازة العرفية تستمر بعد تولي السيادة . قد يكون للشعوب الأصلية أيضًا حقوق معينة على أراضي التاج في العديد من الولايات القضائية.

### أستراليا
تاريخياً، تم تقويض حقوق السكان الأصليين في الأرض من خلال مجموعة متنوعة من المذاهب مثل الأرض المشاع. وهو مصطلح لاتيني يعني «أرض لا يملكها أحد»  في عام 1971، أصدرت مجموعة من سكان ميريام في أستراليا دعوى قانونية لملكيتهم لجزيرة مير في مضيق توريس. وأعلنوا في مطالبتهم القانونية أن أراضيهم مملوكة بطبيعتها وحصريًا ويعيشونها ويحكمها شعب مريم، حيث أداروا تاريخيًا قضاياهم السياسية والاجتماعية. بعد سنوات من النظر في القضية من قبل المحاكم القانونية، وبعد وفاة أحد المدعين (إيدي مابو)، أصدرت المحكمة العليا حكما علنيا قطعيا غير قابل للاستئناف والي بموجبه اعترافت بملكية المواطن الأصلي للأرض ورفض أسطورة الأرض المشاع.

### كندا
القضية الرائدة لملكية السكان الأصليين في كندا هي Delgamuukw v. كولومبيا البريطانية (1997). قضية أخرى مهمة لعنوان السكان الأصليين هي Tsilhqot'in Nation v. كولومبيا البريطانية (2014).

### أمريكا اللاتينية
نظرًا لأن الأنظمة السياسية في بعض دول أمريكا اللاتينية أصبحت الآن أكثر ديمقراطية وانفتاحًا على الاستماع إلى آراء الأقليات واحتضانها، فقد ظهرت هذه القضايا المتعلقة بحقوق الأراضي بوضوح على سطح الحياة السياسية. على الرغم من «إعادة الاعتراف» الجديدة شيئًا فشيئًا، لا تزال مجموعات السكان الأصليين من بين أفقر السكان في البلدان وغالبًا ما يكون لديهم وصول أقل إلى الموارد ولديهم فرص أقل للتقدم والتنمية. يتسم الوضع القانوني لحقوق السكان الأصليين في الأراضي في بلدان أمريكا اللاتينية بالتنوع الشديد. لا يزال هناك تباين واسع جدًا في حقوق السكان الأصليين وقوانينهم والاعتراف بهم في جميع أنحاء القارة بأكملها. في عام 1957، أصدرت منظمة العمل الدولية (ILO) اتفاقية منظمة العمل الدولية رقم 107. وضعت هذه الاتفاقية قوانين ومعايير لحماية وإدماج الشعوب الأصلية في البلدان المستقلة. صادقت جميع الدول المستقلة في أمريكا اللاتينية ومنطقة البحر الكاريبي في ذلك الوقت على هذه الاتفاقية. منذ الستينيات بدأوا بالاعتراف بأول مطالبات للأراضي للسكان الأصليين منذ الحقبة الاستعمارية. في عام 1989، أصدرت منظمة العمل الدولية الاتفاقية رقم 169 ؛ الاتفاقية المتعلقة بالشعوب الأصلية والقبلية في البلدان المستقلة، والتي تم تحديثها لمنظمة العمل الدولية رقم 107 لعام 1957. في هذه الاتفاقية كان الاعتراف بالعلاقة الوثيقة والمهمة جدًا بين الأرض والهوية، أو الهوية الثقافية أمرًا مهمًا للغاية. اليوم، تم التصديق على هذه الاتفاقية من قبل 15 دولة من أمريكا اللاتينية ومنطقة البحر الكاريبي. حتى في البلدان التي تم التصديق عليها، أدى التنفيذ المحدود إلى صراعات حول حقوق الأراضي للسكان الأصليين مثل احتجاجات منجم إسكوبال في غواتيمالا.

### نيوزيلندا
أعترف بحقوق السكان الأصليين في الأراضي في معاهدة وايتانغي المبرمة بين التاج البريطاني ومختلف رؤساء الماوري. غالبًا ما تم تجاهل المعاهدة نفسها، لكن المحاكم النيوزيلندية قبلت عادةً بوجود سند ملكية أصلي. تميل الجدل حول حقوق السكان الأصليين في الأرض إلى الدوران حول الوسائل التي يفقد بها الماوري الملكية، وليس ما إذا كان لديهم ملكية في المقام الأول.

### الولايات المتحدة
الهنود الحمر في الولايات المتحدة وإلى حد كبير هبط إلى المحميات الهندية التي تديرها القبائل تحت الولايات المتحدة وزارة الداخلية الصورة مكتب الشؤون الهندية.

## القانون المدني

### المكسيك
شهدت السنوات التي أعقبت الثورة المكسيكية عام 1910 إصلاحات زراعية (1917-1934)، وفي المادة 27 من الدستور المكسيكي، تم إلغاء نظام encomienda، وتم التأكيد على الحق في الأراضي المشتركة للمجتمعات التقليدية. وهكذا فإن المشاع تم إنشاء -system، والتي في الواقع يجب أن تشكل قوة الاستثمارات الخاصة من قبل الشركات الأجنبية و الملاك الغائبين، ويحق لل سكان الأصليين السكان على قطعة أرض في العمل وعلى الهواء مباشرة.  منذ الثمانينيات والتسعينيات من القرن الماضي، تركز تركيز السياسة الاقتصادية للمكسيك بشكل أكبر على التنمية الصناعية وجذب رأس المال الأجنبي. بدأت حكومة ساليناس عملية خصخصة الأراضي (من خلال برنامج PROCEDE). في عام 1992، كشرط (مسبق) للمكسيك لدخول اتفاقية التجارة الحرة لأمريكا الشمالية (NAFTA) مع الولايات المتحدة وكندا، تم تعديل المادة 4 والمادة 27 من الدستور، والتي من خلالها أصبح من الممكن الخصخصة. أرض ejido الجماعية. أدى ذلك إلى تقويض الأمن الأساسي لمجتمعات السكان الأصليين فيما يتعلق باستحقاق الأرض، وأصبح إيجيداتوريوس السابقون الآن بشكل رسمي مستقطنين غير قانونيين للأراضي، ومستوطنات مجتمعاتهم العشوائية. (انظر أيضا صراع تشياباس).

## ببليوجرافيا
- ريتشاردسون وبنجامين جيه وشين إيماي وكينت مكنيل. 2009. الشعوب الأصلية والقانون: منظورات مقارنة وانتقادية .
- روبرتسون، إل جي (2005)، الفتح بموجب القانون: كيف جرد اكتشاف أمريكا الشعوب الأصلية من أراضيهم، مطبعة جامعة أكسفورد، نيويورك(ردمك 0-19-514869-X)
- الثلج، ألفيوس هنري. 1919. مسألة السكان الأصليين في قانون وممارسات الأمم .

## روابط خارجية
- تكافح مؤسسة Rainforest Foundation الأمريكية لتأمين حقوق الأرض لمجتمعات السكان الأصليين في أمريكا اللاتينية
- إعلان الأمم المتحدة بشأن حقوق الشعوب الأصلية كما اعتمدته الجمعية العامة، 13 أيلول / سبتمبر 2007